# Herman IX (margrabia Badenii)
Herman IX (zm. 13 kwietnia 1353 r.) – margrabia Badenii z rodu Zähringen.

## Rodzina
Herman był synem margrabiego Badenii Fryderyka II i Agnieszki, córki Konrada III z Weinsbergu. Z tego małżeństwa pochodziło dwóch synów, Fryderyk i Rudolf, obaj jednak zmarli przed śmiercią ich ojca.